# Martin Laamers
Martin Laamers (Arnhem, 2 augustus 1967 – 19 augustus 2025) was een Nederlands voetballer die doorgaans als middenvelder speelde. Laamers kwam in zijn actieve carrière uit voor FC Wageningen, Vitesse, RC Harelbeke, AA Gent en FC Nieuwkerken. Laamers speelde tweemaal voor het Nederlands elftal.  

## Clubvoetbal
Laamers werd geboren en groeide op in Arnhem. Tijdens zijn jeugd voetbalde hij voor de amateurvereniging Arnhemse Boys. Hierna speelde hij op profniveau twee seizoenen bij FC Wageningen alvorens de overstap te maken naar Vitesse. Deze beslissing bleek achteraf succesvol. Onder leiding van de ambitieuze voorzitter Karel Aalbers maakte Vitesse een snelle opmars in het Nederlandse voetbal. Laamers groeide uit tot een vaste waarde binnen een hecht team, met onder anderen Theo Bos, Edward Sturing en John van den Brom.
In het seizoen 1988/89 speelde Laamers een belangrijke rol in het kampioenschap van Vitesse in de Eerste Divisie. Met 11 doelpunten droeg hij significant bij aan de promotie naar de Eredivisie. In het daaropvolgende seizoen (1989/90) eindigde Vitesse verrassend als vierde in de Eredivisie. Laamers’ prestaties leverden hem een uitnodiging op voor het Nederlands elftal. 
Op 20 december 1989 maakte hij zijn interlanddebuut in een vriendschappelijke wedstrijd tegen Brazilië, waarin hij in de rust Ronald Koeman  verving. Zijn tweede interland volgde op 28 maart 1990, toen hij in de 81e minuut inviel voor John van 't Schip in een duel tegen de Sovjet-Unie.
Datzelfde seizoen bereikte Vitesse voor het eerst sinds 1927 de finale van de KNVB Beker. Op 25 april 1990 verloor de club in De Kuip met 1–0 van PSV.
In 1992 werd Laamers door de supporters van Vitesse verkozen tot Speler van het Jaar. Gedurende zijn loopbaan bij de Arnhemse club kwam hij tot een totaal van 354 competitiewedstrijden, waarmee hij uitgroeide tot een van de meest trouwe krachten van het team. In 1996 vertrok Laamers naar het Belgische Racing Club Harelbeke. Bij zijn afscheid werd hij door Vitesse benoemd tot 'Zilveren Vitessenaar', als erkenning voor zijn verdiensten voor de club en zijn bijdrage aan het eerste elftal.
In Harelbeke presteerde Laamers goed en bereikte met de club in 1997/98 een vijfde plaats, het beste resultaat in de clubgeschiedenis. Na vier seizoenen vertrok hij naar AA Gent, waar hij weinig speeltijd kreeg en voornamelijk uitkwam voor het beloftenteam. In 2002 stapte hij over naar FC Nieuwkerken. Na één seizoen beëindigde hij in 2003 zijn profcarrière en vervolgde hij zijn loopbaan in het amateurvoetbal bij DVOV in Velp.

## Trainerscarrière
Na zijn actieve carrière was Laamers uitsluitend werkzaam in het amateurvoetbal, onder meer als hoofdtrainer bij DVOV en Blauw Geel '55, en als assistent-trainer bij RKHVV onder Frans Koenen. In tegenstelling tot enkele van zijn oud-ploeggenoten, die doorgroeiden naar prominente trainersrollen, verdween Laamers grotendeels uit de landelijke schijnwerpers. Een belangrijke reden hiervoor was zijn stotterprobleem, dat hij jarenlang verborgen hield.
In 2018 bracht Laamers de autobiografie O-o-o-Oranje uit, waarin hij openlijk sprak over zijn stotteren en de impact daarvan op zijn voetbalcarrière. Hij vertelde dat hij om die reden nooit tv-interviews gaf en zich het meest op zijn gemak voelde binnen de hechte spelersgroep van Vitesse. Ter promotie van het boek trad hij op in het televisieprogramma Veronica Inside, waar hij zijn verhaal voor het eerst deelde met een groot publiek.
Laamers overleed onverwacht in augustus 2025 op 58-jarige leeftijd.

## Carrièrestatistieken
| Seizoen         | Club            | Competitie      | Competitie | Competitie | Beker | Beker | Internationaal | Internationaal | Overig | Overig | Totaal | Totaal |
| Seizoen         | Club            | Competitie      | Wed.       | Dlp.       | Wed.  | Dlp.  | Wed.           | Dlp.           | Wed.   | Dlp.   | Wed.   | Dlp.   |
| --------------- | --------------- | --------------- | ---------- | ---------- | ----- | ----- | -------------- | -------------- | ------ | ------ | ------ | ------ |
| 1984/85         | FC Wageningen   | Eerste divisie  | 1          | 0          | 1     | 0     | –              | –              | –      | –      | 2      | 0      |
| 1985/86         | FC Wageningen   | Eerste divisie  | 24         | 0          | –     | 0     | –              | –              | –      | –      | –      | 0      |
| 1986/87         | Vitesse         | Eerste divisie  | 26         | 3          | –     | 1     | –              | –              | –      | –      | –      | 4      |
| 1987/88         | Vitesse         | Eerste divisie  | 33         | 2          | 1     | 0     | –              | –              | –      | 0      | 34     | 2      |
| 1988/89         | Vitesse         | Eerste divisie  | 36         | 11         | –     | 1     | –              | –              | –      | –      | –      | 12     |
| 1989/90         | Vitesse         | Eredivisie      | 31         | 2          | –     | 0     | –              | –              | –      | –      | –      | 2      |
| 1990/91         | Vitesse         | Eredivisie      | 33         | 1          | –     | 0     | 6              | 0              | –      | –      | –      | 1      |
| 1991/92         | Vitesse         | Eredivisie      | 34         | 2          | 2     | 0     | –              | –              | –      | –      | 36     | 2      |
| 1992/93         | Vitesse         | Eredivisie      | 34         | 1          | 2     | 0     | 6              | 1              | –      | –      | 42     | 2      |
| 1993/94         | Vitesse         | Eredivisie      | 29         | 2          | 1     | 0     | 2              | 0              | –      | –      | 32     | 2      |
| 1994/95         | Vitesse         | Eredivisie      | 26         | 2          | 1     | 0     | 2              | 0              | –      | –      | 29     | 2      |
| 1995/96         | Vitesse         | Eredivisie      | 23         | 1          | –     | 0     | –              | –              | –      | –      | –      | 1      |
| 1996/97         | RC Harelbeke    | Eerste Klasse   | 11         | 0          | 0     | 0     | –              | –              | –      | –      | 11     | 0      |
| 1997/98         | RC Harelbeke    | Eerste Klasse   | 27         | 1          | 2     | 1     | –              | –              | –      | –      | 29     | 2      |
| 1998/99         | RC Harelbeke    | Eerste Klasse   | 31         | 2          | 2     | 0     | 2              | 0              | –      | –      | 35     | 2      |
| 1999/00         | RC Harelbeke    | Eerste Klasse   | 30         | 1          | 1     | 0     | –              | –              | 3      | 0      | 34     | 1      |
| 2000/01         | AA Gent         | Eerste Klasse   | 11         | 0          | 2     | 0     | 4              | 0              | –      | –      | 17     | 0      |
| 2001/02         | AA Gent         | Eerste Klasse   | 1          | 0          | 0     | 0     | 0              | 0              | –      | –      | 1      | 0      |
| 2002/03         | FC Nieuwkerken  | Derde klasse A  | 24         | 1          | –     | –     | –              | –              | –      | –      | 24     | 1      |
| Carrière totaal | Carrière totaal | Carrière totaal | 465        | 32         | –     | 3     | 22             | 1              | –      | 0      | –      | 36     |

### Nederlands elftal
Laamers speelde voor meerdere vertegenwoordigende jeugdelftallen. In 1989 maakte hij onder Thijs Libregts zijn debuut in een vriendschappelijke wedstrijd tegen Brazilië. Hij speelde uiteindelijk twee interlands voor het Nederlands elftal.
| Interlands van Martin Laamers voor Nederland | Interlands van Martin Laamers voor Nederland | Interlands van Martin Laamers voor Nederland | Interlands van Martin Laamers voor Nederland | Interlands van Martin Laamers voor Nederland | Interlands van Martin Laamers voor Nederland | Interlands van Martin Laamers voor Nederland |
| №                                            | Datum                                        | Wedstrijd                                    | Uitslag                                      | Competitie                                   | Goals                                        | Minuten                                      |
| Als speler van Vitesse                       | Als speler van Vitesse                       | Als speler van Vitesse                       | Als speler van Vitesse                       | Als speler van Vitesse                       | Als speler van Vitesse                       | Als speler van Vitesse                       |
| -------------------------------------------- | -------------------------------------------- | -------------------------------------------- | -------------------------------------------- | -------------------------------------------- | -------------------------------------------- | -------------------------------------------- |
| 1                                            | 20 december 1989                             | Nederland – Brazilië                         | 0 – 1                                        | vriendschappelijk                            | 0                                            | 45                                           |
| 2                                            | 28 maart 1990                                | Sovjet-Unie – Nederland                      | 2 – 1                                        | vriendschappelijk                            | 0                                            | 13                                           |

## Erelijst
Vitesse
| Nationaal      |    |         |
| Eerste divisie | 1x | 1988/89 |